# 秋田仏壇
秋田仏壇（あきたぶつだん）とは、秋田県湯沢市川連を中心として生産される仏壇の総称。あるいは川連産地で製造された小型の梨地仏壇、同じく川連産地で製作された東北一帯に販売される冠と呼ばれる笠を持つ金仏壇のこと。発祥の地にちなんで川連仏壇とも呼ばれる。

## 起源・歴史
秋田県稲川町に伝わる通商産業大臣指定の伝統工芸品の川連塗の椀や膳を県外に販売していた阿部雄二が、昭和30年後半に川連塗の技法を応用し仏壇製造を開始したのが始まりとされる。はじめは山形仏壇をモデルにして作られた。1963年（昭和38年）に梨地仏壇と言われるオリジナル製品が開発され、また各産地型の仏壇も製作されるようになった。
以来、消費地での品不足と価格競争力を背景に昭和50年代には全国有数の産地となった。昭和60年代には年間製造本数が約35,000本で、年出荷額は70億円にも及んだ。しかし、1998年（平成10年）以降は海外産地の台頭により製造本数は大幅にダウンした。
生産される仏壇の種類は、新潟型・金沢型・富山型・名古屋型・三河型・京型・江州型などである。石川県・富山県・新潟県などの北陸地方や東北一円、中京一帯をはじめとして、産地メーカーは全国に販路を持つ。

## 特徴
川連塗の伝統を受け継ぐ指物、塗り、沈金、加飾の技法。「壁地仕上げ」や「花塗り」。